# Bromierz (Mazovie)
Pour les articles homonymes, voir Bromierz.
Bromierz (prononciation : [ˈbrɔmjɛʂ]) est un village polonais de la gmina de Staroźreby dans le powiat de Płock de la voïvodie de Mazovie dans le centre-est de la Pologne.
Il se situe à environ 4 kilomètres au nord de Staroźreby (siège de la gmina), 25 km au nord-est de Płock (siège du powiat) et à 85 km au nord-ouest de Varsovie (capitale de la Pologne).

## Histoire
De 1975 à 1998, le village appartenait administrativement à la voïvodie de Płock.